# Sabrina Ferilli
Sabrina Ferilli (Rim, 28. lipnja 1964.) talijanska je kazališna i filmska glumica. Dobitnica je pet nagrada "Nastro d'Argento" (uključujući i posebnu nagradu 2016. godine za civilni angažman i nastup u filmu Io e lei), nagrade "Globo d'oro", četiri nagrade "Ciak d'oro" te četiri nominacije za nagradu "David di Donatello". Godine 2013. nastupila je kao Ramona u oskarom nagrađenom filmu La grande bellezza talijanskoga redatelja Paola Sorrentina.

## Vanjske poveznice

### Sestrinski projekti
|  | Zajednički poslužitelj ima još gradiva o temi Sabrina Ferilli |

### Mrežna mjesta
- www.sabrinaferilli.it – Službene mrežne stranice Sabrine Ferilli (tal.) (engl.)
- Sabrina Ferilli u internetskoj bazi filmova IMDb-u (engl.)